# Shirsasana

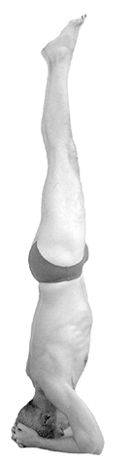
Sírshásana

Sírshásana (em devanagari शीर्षासन, IAST śīrṣāsana) é uma asana invertida, uma das posições da ioga.
Sírsha, shírsh, shíra, síra, são todas variações para designar cabeça.
É considerado a posição mais importante da prática de ioga, recomenda-se que quando não se tem tempo de fazer uma prática completa, pelo menos se faça uma boa permanência na invertida.

## Execução
Coloque os cotovelos no chão, entrelace os dedos fazendo uma base triangular e apoiando o topo da cabeça no chão. As mãos ficarão na parte de trás da cabeça. Apoie o peso do corpo sobre a cabeça e tire os joelhos do chão mantendo as pernas estendidas. Vá caminhando para frente até conseguir tirar os pés do chão sem impulso.
Escolas ortodoxas consideram má técnica usar paredes ou qualquer tipo de equipamento para fazer a invertida sobre a cabeça.

## Outras invertidas
- Sarvangásana
- Víparita Karanyásana
- Halásana

## Galeria de variações
- Preparação para a invertida sobre a cabeça
- Invertida sobre a cabeça, variação.
- Padma Sírshásana, com as pernas em padma

## Outras invertidas
- Víparita Karanyásana Invertida sobre os ombros
- Rája Sarvangásana Invertida sobre os ombros

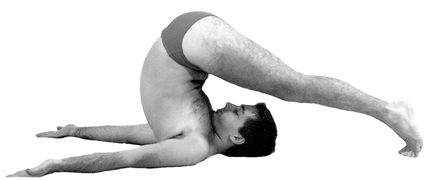
Halásana Invertida sobre a cabeça
- Mahá Kakásana Invertida sobre os braços
- Ardha Vrishkásana Invertida sobre os braços